# Marian Czerkawski
Marian Józef Czerkawski (ur. 4 sierpnia 1891 w Czarnokońcach Wielkich, pow. Husiatyń na Podolu, zm. wiosną 1940 w Katyniu) – major taborów Wojska Polskiego, kawaler Krzyża Niepodległości, ofiara zbrodni katyńskiej.

## Życiorys
Urodził się w rodzinie Antoniego i Albiny z Kozłowskich. Absolwent Seminarium Nauczycielskie w Zaleszczykach. Należał do Polskich Drużyn Strzeleckich i Zarzewia. Od 1914 w Legionach Polskich. Brał udział w bitwie pod Łowczówkiem, gdzie został ranny. 18 lutego 1915 przeniesiony do dywizjonu W. Beliny-Prażmowskiego 1 pułku ułanów. W bitwie pod Konarami ciężko ranny. Między lipcem a październikiem 1915 był w domu rekonwalescentów w Kamińsku. Po kryzysie przysięgowym w Polskim Korpusie Posiłkowym. Po bitwie pod Rarańczą w niewoli austriackiej. W 1918 w Wojsku Polskim. Internowany przez Ukraińców, więziony do lipca 1919. W 1920 roku walczył na wojnie z bolszewikami. 27 sierpnia 1920 roku został zatwierdzony z dniem 1 kwietnia 1920 roku w stopniu rotmistrza, w wojskach taborowych, w grupie oficerów byłych Legionów Polskich. Pełnił wówczas służbę w Departamencie I Broni Głównych i Wojsk Taborowych Ministerstwa Spraw Wojskowych w Warszawie.
3 maja 1922 roku został zweryfikowany w stopniu kapitana ze starszeństwem z dniem 1 czerwca 1919 roku i 27. lokatą w korpusie oficerów taborów, a jego oddziałem macierzystym był I dywizjon taborów. W 1923 roku pełnił służbę w Wydziale Taborowym Departamentu II Jazdy MSWojsk na stanowisku kierownika referatu, pozostając oficerem nadetatowym I dywizjonu taborów. W następnym roku był w 1 dywizjonie taborów w Warszawie. Z dniem 1 października 1925 roku powierzono mu pełnienie obowiązków kwatermistrza 1 szwadronu taborów w Warszawie. 26 lipca 1926 roku został zatwierdzony na stanowisku kwatermistrza. W czerwcu 1927 roku został wyznaczony na stanowisko pełniącego obowiązki dowódcy 1 szwadronu taborów w Warszawie. 1 kwietnia 1929 roku został przeniesiony na stanowisko kierownika referatu w Departamencie Intendentury MSWojsk. W 1932 roku, w stopniu rotmistrza taborów, pełnił służbę w Wydziale VI Taborowym Departamentu Intendentury MSWojsk. na stanowisku referenta. 28 września 1933 roku został przeniesiony do kadry 2 dywizjonu taborów w Lublinie na stanowisko komendanta kadry. 27 czerwca 1935 roku został mianowany majorem ze starszeństwem z dniem 1 stycznia 1935 roku i 2. lokatą w korpusie oficerów taborowych. W marcu 1939 był dowódcą 10 dywizjonu taborów w Radymnie.
W czasie kampanii wrześniowej 1939 roku dowódca 10 dywizjonu taborów. Po agresji ZSRR na Polskę wzięty do niewoli przez Sowietów w okolicach Włodzimierza Wołyńskiego i przewieziony do obozu przejściowego w Szepetówce. Osadzony w obozie jużskim (stan na 18.10.1939), a następnie przeniesiony w listopadzie lub na początku grudnia 1939 roku do obozu jenieckiego w Kozielsku. W raporcie specjalnym Głównego Zarządu Bezpieczeństwa Państwowego NKWD ZSRR do zastępcy komisarza ludowego Spraw Wewnętrznych komdiwa Wasilija Czernyszowa z 9 listopada 1939 roku są podane patriotyczne i antysowieckie wypowiedzi w rozmowach Czerkawskiego z współjeńcami obozu jużskiego (na podstawie danych wywiadowczych)  z 18.10.1939. Ostatnie wiadomości od Czerkawskiego to dwa listy z zimy 1939/40 wysłane do siostry we Lwowie. Między 7 a 9 kwietnia 1940 przekazany do dyspozycji naczelnika smoleńskiego obwodu NKWD – lista wywózkowa LW 017/3 z 1940 roku poz. 2, akta osobowe nr 3277. Został zamordowany między 9 a 11 kwietnia 1940 roku przez funkcjonariuszy NKWD w lesie katyńskim i pogrzebany w bezimiennej mogile zbiorowej, gdzie od 28 lipca 2000 roku mieści się oficjalnie Polski Cmentarz Wojenny w Katyniu. W miejscu tym prowadzone były ekshumacje i prace archeologiczne, jednak Marian Józef Czerkawski nie został zidentyfikowany. Krewni do 1958 roku poszukiwali informacji przez Biuro Informacji i Badań Polskiego Czerwonego Krzyża w Warszawie.

## Życie prywatne
Marian Czerkawski Mieszkał w Lublinie. Był żonaty z Marią z Roszkowskich, z którą miał dwóch synów: Jerzego (ur. 1922, zm. 19 kwietnia 1985) i Andrzeja (ur. 29 sierpnia 1924, zm. 24 czerwca 2003). Obaj synowie byli żołnierzami Armii Krajowej. Służyli w 1 pułku szwoleżerów Józefa Piłsudskiego i walczyli w powstaniu warszawskim.

## Ordery i odznaczenia
- Krzyż Niepodległości (12 maja 1931)[27]
- Krzyż Walecznych (dwukrotnie)[28]
- Srebrny Krzyż Zasługi (10 listopada 1928)[29][30]
- Odznaka Pamiątkowa Więźniów Ideowych[31]

## Upamiętnienie
5 października 2007 roku minister obrony narodowej Aleksander Szczygło mianował go pośmiertnie na stopień podpułkownika. Awans został ogłoszony 9 listopada 2007 roku w Warszawie, w trakcie uroczystości „Katyń Pamiętamy – Uczcijmy Pamięć Bohaterów”.
Upamiętniony na tablicy Pomnika Katyńskiego w Jarosławiu.
Dąb Pamięci posadzony przez Publiczne Gimnazjum w Zbójnie. Certyfikat nr 000488/000357/WE/2008.